# Obština Bojnica
Obština Bojnica (bulharsky Община Бойница) je bulharská jednotka územní samosprávy ve Vidinské oblasti. Leží v severozápadním cípu Bulharska u hranic se Srbskem. Sídlem obštiny je ves Bojnica, kromě ní zahrnuje obština 7 vesnic. Žije zde zhruba 1 tisíc stálých obyvatel.

## Sídla
| - Bojnica (sídlo správy) - Borilovec - Gradskovski Kolibi | - Kanic - Perilovec - Rabrovo | - Šipikova Machala - Šišenci |

## Sousední obštiny
| Růžice kompasu |                 |       | Bregovo | Růžice kompasu |
| Růžice kompasu |                 | Sever | Vidin   | Růžice kompasu |
| Růžice kompasu | Obština Bojnica |       | Vidin   | Růžice kompasu |
| Růžice kompasu | Jih             |       | Vidin   | Růžice kompasu |
| Růžice kompasu | Kula            |       |         | Růžice kompasu |

## Obyvatelstvo
V obštině žije 857 stálých obyvatel a včetně přechodně hlášených obyvatel 1 007. Podle sčítáni 1. února 2011 bylo národnostní složení následující:
- Bulhaři: 1 095 (99.7 %)
- ostatní: 3 (0.3 %)